# 劉現
劉現，浙江溫州府永嘉縣人，明朝政治人物、進士出身。

## 生平
浙江鄉試第十名。建文二年（1400年）庚辰科會試第十名，殿試登二甲第五名進士，授翰林院編修，有詩名。靖難後以病辞歸，忧愤卒。

## 家族
曾祖劉汝保，祖父劉宜，父親劉南金。